# Ли Джун Хо
Ли Джун Хо (кор. 李準鎬, англ. Lee Joon-ho, родился 7 сентября 1965 года в Сеуле) — южно-корейский шорт-трекист, Чемпион зимних Олимпийских игр и серебряный призёр 1992 года в Лиллехаммере, участник Олимпийских игр в Калгари и Лиллехаммере. Абсолютный чемпион мира 1990 года. Неоднократный призёр чемпионатов мира. Окончил Университет Данкук в степени бакалавр и магистр физического воспитания, Высшую школу университета Данкук.

## Спортивная карьера
Ли Джун Хо начал кататься на коньках в начальной школе Лира в Сеуле.
Он участвовал в 1988 году на чемпионате мира в Сент-Луисе и выиграл золото на 3000 метров, а в Солихалле взял бронзу в эстафете. В 1988 году на Олимпийских играх в Калгари, где шорт-трек был демонстрационным видом спорта Ли с командой были первые в эстафете, медали не вручались. 
На следующий год на чемпионате мира в Амстердаме Ли стал абсолютным чемпионом мира, не выиграв ни одной из трёх дистанции, взяв только бронзу на 1000 метров и только в суперфинале на 3000 метров победил. В 1991 году на чемпионате мира в Сиднее он наоборот выиграл на дистанции 1500 метров, но стал только бронзовым медалистом в общем зачёте. Во время 2-го Кубка Азии, который проходил в Пекине в ноябре, он поскользнулся, ударился о заграждение и повредил правое плечо.
В феврале 1992 года на Олимпийских играх в Альбервилле Ли был одним из фаворитов. На дистанции 1000 метров в полуфинале он побил мировой рекорд, но в финале остался только третьим из-за травмы плеча. Но выиграл золото в эстафете. Чемпионат мира в Денвере стал бронзовым для Ли, он был третьим на 500, 1000 метров и в общем зачёте. 
В ноябре 1993 года на 9-х национальных зимних играх Ли выиграл в беге на 1000 м и установил мировой рекорд со временем 1:30,05 с. В 1994 году он выиграл золото командного чемпионата мира в Кембридже. После чемпионата мира 1995 года он ушёл из шорт-трека..

## Карьера тренера
В 1999 году Ли назначили тренером сборной Франции по шорт-треку, а в 2002 году перешёл в женскую сборную Южной Кореи, а меньше чем через год он ушел с поста менеджера женской национальной сборной. На Зимних Олимпийских играх в Турине Ли был комментатором Корейской телерадиовещательной компании KBS. В 2007 году вновь работал тренером в сборной Франции. Он был оштрафован за участие в договорных матчах в 2011 году. В 2013 году его назначили тренером национальной команды по шорт-треку, а в 2014 году полиция подала на него в суд за сексуальные домогательства, когда он тренировал команду мэрии Хвасон.